# På slaget tolv
På slaget tolv (originaltitel: High Noon) amerikansk TV-film från 2009 i regi av Peter Markle, baserad på en bok av Nora Roberts.

## Filmens handling
Phoebe McNamara är en polis vars specialitet är att förhandla med gisslantagare. Hon bor tillsammans med sin dotter och sin mamma Essie, som lider av agorafobi. Under en gisslanförhandling uppstår en fejd mellan McNamara och Meeks, en annan polis, och snart börjar våldsamma saker hända i McNamaras liv. Hon tror att Meeks är efter henne.

## Om filmen
Filmen refererar till Sheriffen från 1952. Filmerna delar originaltitel och man kan höra någon vissla ledmotivet ur Sheriffen i denna film.

## Rollista i urval
- Emelie De Ravin - Pheobe McNamara
- Ivan Sergei - Duncan Swift
- Brian Markinson - David McVee
- Ty Olsson - Dennis Walken
- Cybill Shepherd - Essie McNamara
- Olivia Cheng - Liz Alberta